# Stelen von Erkilet

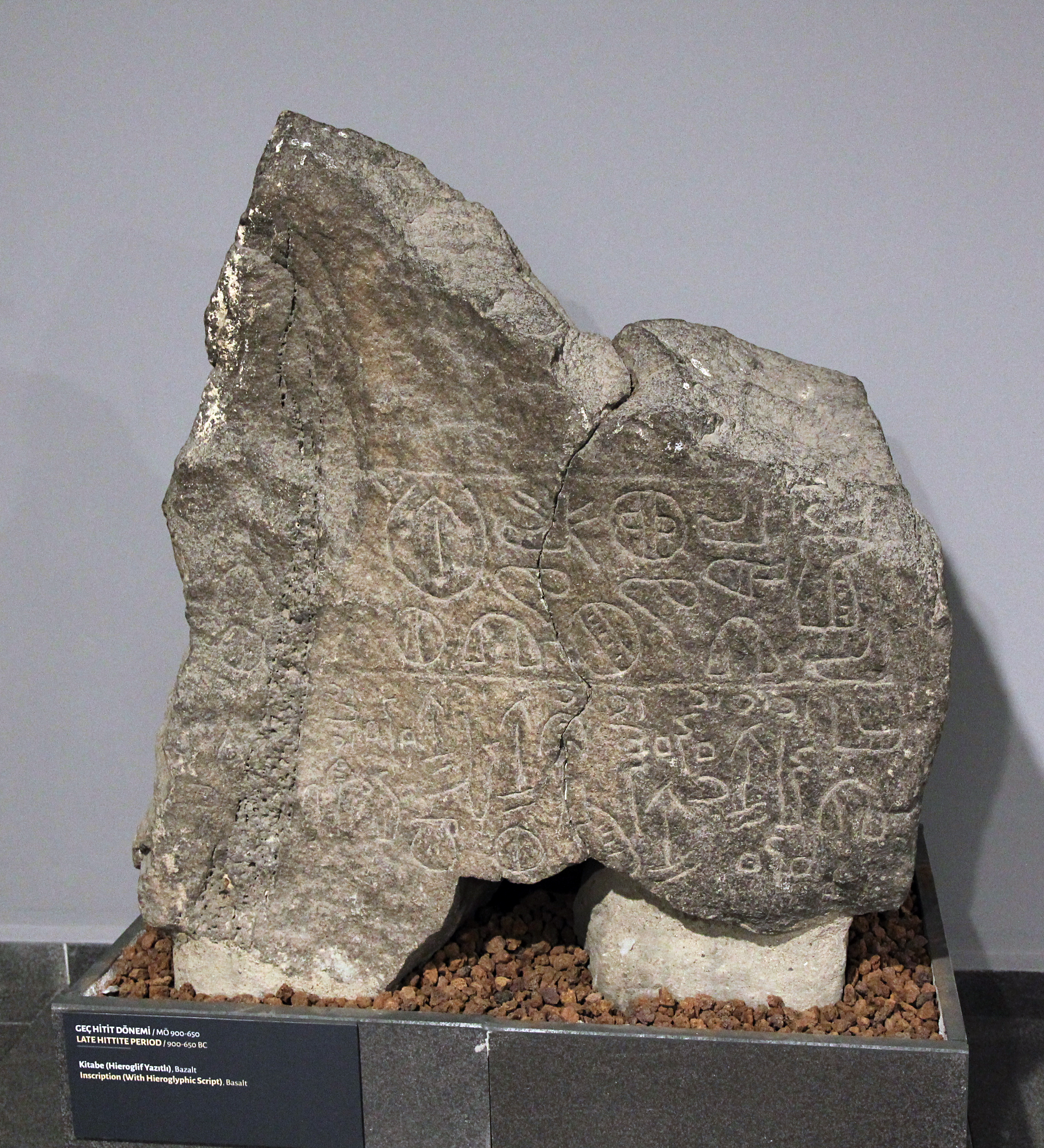
Erkilet 1

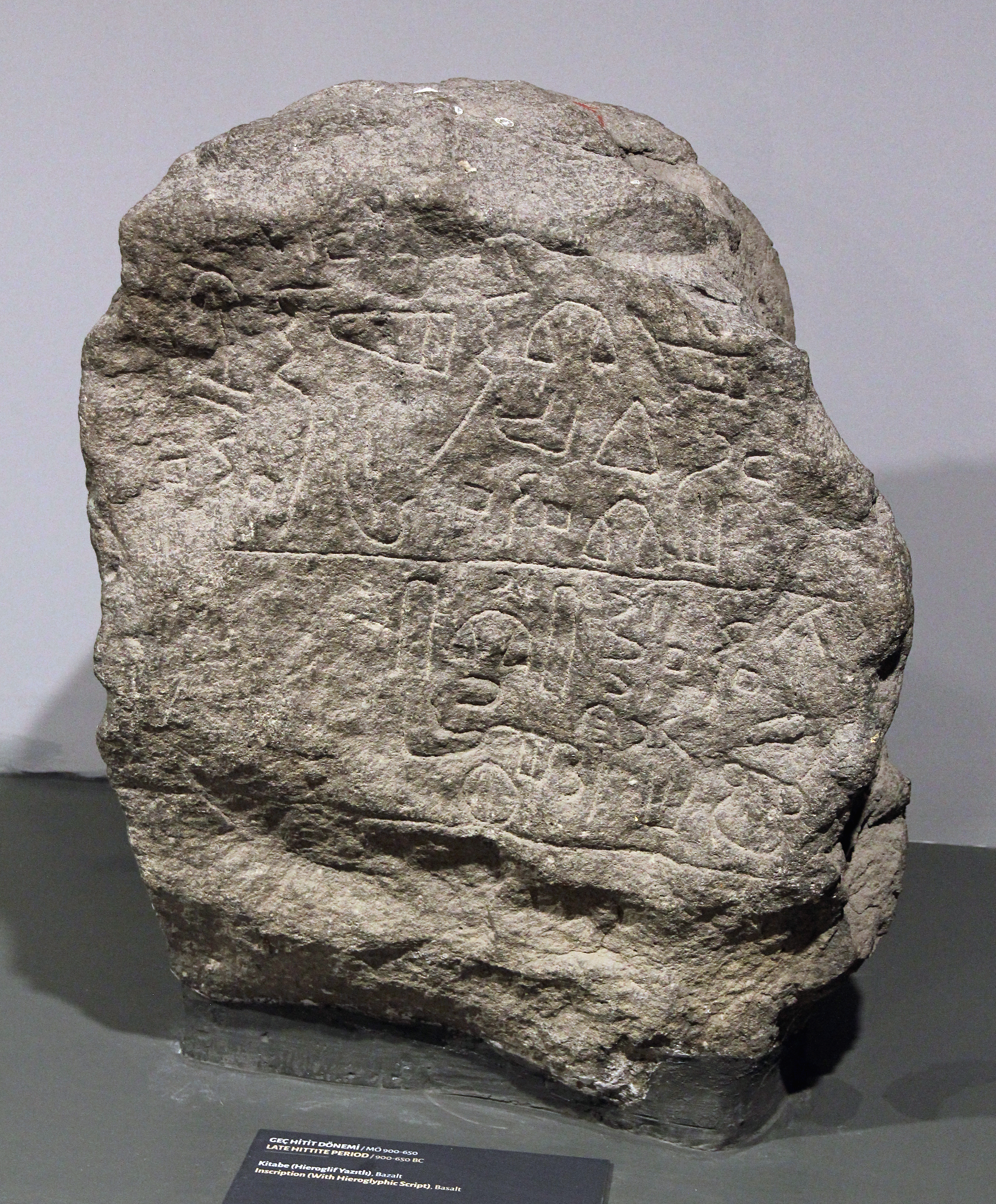
Erkilet 2

Die beiden Stelen von Erkilet sind unregelmäßig geformte Steinblöcke mit Inschriften in luwischen Hieroglyphen. Sie werden dem neo-hethitischen Königreich Tabal zugerechnet, das in der ersten Hälfte des 1. Jahrtausends v. Chr. in der Zentraltürkei bestand, und in das späte 8. Jahrhundert v. Chr. datiert. Sie sind im Archäologischen Museum Kayseri ausgestellt und haben die Inventarnummer 4 und 5.

## Fund
Erkilet 1 wurde im Garten eines Mehmet im Ort Erkilet im Bezirk Kocasinan in der Provinz Kayseri gefunden und 1932 ins Museum von Kayseri gebracht. Auf dem Transport zerbrach der Block in zwei Teile, die später wieder zusammengefügt wurden. Erkilet 2 wurde ebenfalls in Erkilet gefunden und gelangte ins Museum, wo beide 1932 von Hans Henning von der Osten fotografiert wurden. Der polnisch-US-amerikanische Altorientalist Ignace Gelb kopierte beide und veröffentlichte sie 1939. Neben mehreren anderen Publikationen nahm der britische Hethitologe John David Hawkins die beiden Inschriften 2000 in sein  Corpus of Hieroglyphic Luwian Inscriptions auf.

## Beschreibung
Die beiden Blöcke sind aus Basalt. Erkilet 1 misst 0,89 Meter in der Höhe und 0,76 Meter in der Breite, Erkilet 2 ist 0,81 Meter hoch und 0,63 Meter breit. Beide Inschriften bestehen aus zwei Zeilen, wobei der Text links oben beginnt und sich in der zweiten Zeile nach links wendet (boustrophedon). Die Schriftzeichen sind ebenso wie die Zeilentrenner eingraviert und gut erhalten. Bei Erkilet 1 ist in der ersten Zeile der Errichter Huhasarmas genannt, der sich als pu-ti-ti-sa (nach Piero Meriggi etwa Priester oder Diener) des Gottes Marutikas bezeichnet. Diesen identifiziert Gelb mit dem babylonischen Hauptgott Marduk. Huhasarmas schreibt weiter, dass er den Stein selbst graviert habe, es folgt das Verbot, ihn zu entfernen. Der Errichter von Erkilet 2 ist ein Astiwasus, der ebenfalls eine Entfernung verbietet. Nach Zeichenformen und anderen epigraphischen Gesichtspunkten werden die Inschriften ins späte 8. Jahrhundert v. Chr. datiert.